# Zach Wyatt
Zach Wyatt (Hong Kong, 19 de julho de 1997) é um ator norte-americano e canadiano, conhecido pelo seu trabalho em Karen Pirie (2022), The Witcher: Blood Origin (2022) e A Little Life (2023), entre outros.
Possui ainda cidadania de Macau, território chinês onde cresceu e viveu grande parte da sua vida, e britânica, uma vez que se encontra radicado em Londres, no Reino Unido, onde concluiu os seus estudos superiores na Guildhall School of Music & Drama (2015-2018).
É representado pelo Independent Talent Group.

## Biografia
Filho de pai canadiano e de mãe norte-americana, Zach Wyatt nasceu na cidade de Hong Kong, mas viveu e cresceu no território vizinho de Macau. 
Em 2015, entrou para a Guildhall School of Music & Drama onde concluiu os estudos superiores de representação em 2018. Estreou-se oficialmente como ator, em 2018, com a peça I and You, escrita por Lauren Gunderson, no Hampstead Theatre, contracenando com Maisie Williams, atriz conhecida mundialmente pela personagem Arya Stark da série de televisão Game of Thrones da HBO.
Foi escolhido, em 2021, no casting para a série da Netflix The Witcher: Blood Origin (2022), onde interpretou o papel de Syndril.
Em 2022, fez parte do elenco principal da série Karen Pirie, que passou na ITV, e tem segunda temporada com estreia agendada para 2024.
No teatro, destaque para a atuação na peça A Little Life (2023), onde interpretou a personagem Malcolm, contracenando com James Norton, Luke Thompson e Omari Douglas, em exibição nos Richmond Theatre, Harold Pinter Theatre and Savoy Theatre, em Londres.

## Filmografia

### Cinema
| Ano  | Titulo               | Papel                     | Notas                               | Ref. |
| ---- | -------------------- | ------------------------- | ----------------------------------- | ---- |
| 2020 | Blithe Spirit (2020) | Fred                      |                                     |      |
| 2023 | A Little Life        | Malcolm                   | Peça de teatro adaptada para cinema |      |
| 2024 | Timestalker          | Quack Doctor/Tarot Reader |                                     |      |

### Televisão
| Ano  | Titulo                          | Papel         | Notas      | Ref.  |
| ---- | ------------------------------- | ------------- | ---------- | ----- |
| 2020 | Urban Myths: Hendrix and Handel | Jimi Hendrix  |            | [ 4 ] |
| 2022 | Karen Pirie - 1.ª temporada     | Phil Parhatka |            | [ 5 ] |
| 2022 | The Witcher: Blood Origin       | Syndril       |            | [ 6 ] |
| 2024 | Karen Pirie - 2.ª temporada     | Phil Parhatka | Brevemente |       |

### Teatro
| Ano  | Titulo                     | Papel           | Notas | Ref.  |
| ---- | -------------------------- | --------------- | ----- | ----- |
| 2018 | I and You                  | Anthony         |       | [ 7 ] |
| 2019 | Wild East                  | Frank           |       |       |
| 2019 | The Merry Wives of Windsor | Fenton/Bardolph |       |       |
| 2019 | Bartholomew Fair           | Cokes           |       |       |
| 2022 | A Little Life              | Malcolm         |       | [ 8 ] |

## Prémios
- 2017 - Laurence Olivier Bursary Award